# رومی روزمونت
رومی روزمونت (به انگلیسی: Romy Rosemont) یک بازیگر سینما و تلویزیون آمریکایی است که بیشتر برای نقش کرول هادسون در مجموعه تلویزیونی گلی شناخته شده‌است.

## زندگی شخصی
در سال ۲۰۰۸، او با بازیگر آمریکایی استیون روت ازدواج کرد. این ازدواج دومین ازدواج استیون روت است و او یک پسر از ازدواج قبلی اش دارد. این زوج در قسمت۶ فصل ۴ سریال فرینج با یکدیگر همبازی بوده‌اند.

## فیلم‌ها

### سریال
- آناتومی گری در نقش لی سیبرت (فصل ۲ قسمت ۸)
- سی‌اس‌آی در نقش جکی فرانکو (نقش دوره ای)
- بخش فوریت‌های پزشکی در نقش جوآن بوریس (قسمت: "Fevers of Unknown Origin")
- فرار از زندان در نقش کارآگاه کاترین اسلاتری (۲ قسمت)
- درمانگاه خصوصی در نقش جکی (فصل ۴ قسمت ۴)
- روزان در نقش مارگارت (قسمت: "My Name Is Bev")
- سی‌اس‌آی: میامی در نقش امی بارتون (قسمت: "Terminal Velocity")
- کارشناسان سکس در نقش مارسیا (قسمت: "Topeka")
- گلی در نقش کارول هادسون، مادر فین هادسون (نقش دوره ای)[۳]
- کارآگاه راکفورد در نقش خانم دیسارسینا
- ذهن‌های مجرم در نقش لیزی اسپارکس (فصل ۶ قسمت۱۶)
- فرینج در نقش کیت گرین (فصل ۴ قسمت۶)
- دارما و گرگ در نقش مارتا (قسمت: "With a Little Help from My Friend")
- کسل در نقش پرستار لاکهارت (قسمت: "Scared to Death")
- چگونه از مجازات قتل فرار کنیم در نقش ورا دویت (قسمت: "He's Dead")
- شک در نقش کاونی هولاندر (قسمت: "Faith")
- بروکلین نه-نه در نقش کلیر دامونت (قسمت: "The Box")
- کد سیاه در نقش دلورس (قسمت: "The Business of Saving Lives")
- ۹-۱-۱ در نقش لولا پترسون (۲ قسمت)
- نظم و قانون: واحد قربانیان ویژه در نقش استاد کاتلین دابسون (قسمت: "Twenty-Five Acts")
- برنامه صبحگاهی در نقش شیلا لاتکین (۱ قسمت)
- عشق بزرگ در نقش مونیکا سوانسون (قسمت: "Exorcism")
- موجه در نقش سونیا گابلز (۲ قسمت)
- ما مرد هستیم در نقش مادر کارتر (قسمت: "Pilot")
- شش فوت زیر زمین در نقش استاد (قسمت: "The Plan")
- اولیور بین در نقش خانم مارتینلی (قسمت: "Ward Have Mercy")
- جراحی پلاستیک در نقش لیبی زاکر (قسمت: "Erica Noughton")
- دره سیلیکون در نقش مالی کندال (۲ قسمت)
- گریم در نقش بورلی بنت (قسمت: "Bad Luck")
- رسوایی در نقش پتی اسنل (۲ قسمت)
- متوسط در نقش مشاور هیئت داوران (قسمت: "Suspicions and Certainties")
- برادران و خواهران در نقش مشاور (۲ قسمت)
- الی مک‌بل در نقش ماری هال (قسمت: "One Hundred Tears")
- فرندز در نقش رهبر سربازان (قسمت: "The One Where Rachel Quits")
- مورفی براون در نقش پرستار هیلی (قسمت: "The Bitch's Back")
- بوستون لیگال در نقش استفانی بلر (قسمت: "Word Salad Days")
- داستان جنایی آمریکایی در نقش جیو شیولی (۲ قسمت)
- پرورشگاهی‌ها در نقش آماندا راجرز، مادر زک، دوست پسر ماریانا فاستر (۴ قسمت)

### سینمایی
- من را دیوانه می‌کنی در نقش مسئول پذیرش
- لطفاً کمک کنید در نقش کری-ان
- زندگی من در نقش آنیا استاسیوک
- یک جنایت آمریکایی در نقش بتی لایکنس
- انتقام‌جویان در نقش شانا لیند
- عزب در نقش ریتا
- هیاهوی بسیار برای هیچ در نقش خادم، دادستان بازجویی منطقه در بوراچیو و کنراد
- پروژه پنج در نقش لین
- هرچی لازم باشه در نقش قرار کازمو
- دوستان همراه پول در نقش گرتچین
- کنگو در نقش دستیار
- زیگ‌زاگ در نقش سارا

## صداپیشگی
- پادشاه تپه در نقش مارگو قسمت: "Ceci N'est Pas Une King of the Hill"
- پاندای کونگ‌فوکار ۲ در نقش خوک مادر
- بورلی هیلز چی‌واوا ۲ در نقش مین پین